# Vatnafjöll
El Vatnafjöll (o sea 'las montañas del agua') es un volcán de Islandia situado al sudeste del Hekla, en la región de Suðurland.

## Características
Consiste en un sistema de fisuras volcánicas de 40 kilómetros de largo y 9 ancho. Fue uno de los volcanes más activos de la isla, con por lo menos 25 erupciones durante el Holoceno, la última hacia el 800. 